# Історія дослідження Африки
Історія дослідження Африки — історія відкриття географічних об'єктів та дослідження натуралістами й вченими природи Африки.

## Давня доба
Африка вважається прабатьківщиною людства, найдавніші археологічні рештки мають вік 7 млн років. Розселялись люди з Африки трьома шляхами: через Гібралтарську протоку, Суецький перешийок, Баб-ель-Мандебську протоку, що в часи зледенінь та активних тектонічних рухів піднімались вище рівня моря.
У неоліті на півночі континенту з'явились перші цивілізації — Стародавній Єгипет, Нубія, Мерое, Стародавня Лівія. Приблизно 3300 років до н. е. у долині Нілу постала держава першої династії фараонів. Долиною Нілу пролягали основні торговельні шляхи того часу, і постійно відбувалося спілкування з іншими сусідніми і більш віддаленими народами. Після катастрофи бронзової доби, у першому тисячолітті до н. е. північне середземноморське узбережжя континенту заселили фінікійці. У районі сучасного Туніса фінікійцями, вихідцями з Тира в Леванті, було засновано колонію Карфаген, що з часом підкорить усе західне Середземномор'я. Фінікійські мореплавці вийшли до Атлантичного океану, відкрили Канарські (заснована колонія Керна) й Азорські острови. Під проводом Ганнона у VI столітті до н. е. досягли узбережжя Гвінеї, де бачили виверження вулкана Камерун та людиноподібних мавп. Одночасно з ганноновою експедицією на південь було організовано експедицію на північ до Британських островів за оловом під проводом його брата Гімількона. Першу подорож навколо Африки було організовано з ініціативи єгипетського фараона Нехо II 600 року до н. е., за його дорученням фінікійським мореплавцям вдалося обійти континент зі сходу на захід за три роки, вирушивши з Червоного моря на південь й повернувшись у дельту Нілу. Під час подорожі вони з'ясували те, що у Південній півкулі сонце у полудень перебуває на півночі.
Давньогрецький «батько історії» Геродот у V столітті до н. е. дав точний і докладний опис природи Єгипту; вказав на щорічні розливи Нілу, хоч і не міг правильно пояснити це явище, описав плавання фінікіян навколо Африки. Описуючи ту фінікійську подорож, Геродот висловив сумнів щодо правдивості їхнього твердження, ніби під час подорожі Сонце було на півночі, але саме цей факт незаперечно доводить, що під час своєї подорожі фінікіяни перетнули екватор й обігнули з континент з півдня. Заселяючи Велику Грецію на території сучасної Італії, давні греки розпочали також колонізацію й африканських берегів. В Киренаїці були засновані Аполонія та Кирена, в дельті Нілу — Навкратіс. Мешканці цих міст збагатили знання європейців про південне Середземномор'я. Після завоювань Александра Македонського Єгипет потрапив на орбіту елліністичної культури. Греками в Єгипті були здійснені обчислення земної окружності — Ератосфен (III століття до н. е.), та висловлено припущення щодо еліптичності земної орбіти — Гіпатія (IV століття н. е.). Останній том «Географії» Страбона був присвячений цілковито опису Африки, в якому він багато місця приділяє Єгипту і розливам Нілу.

Схема подорожі Ганнона
Схема вимірювання Ератосфеном розмірів планети
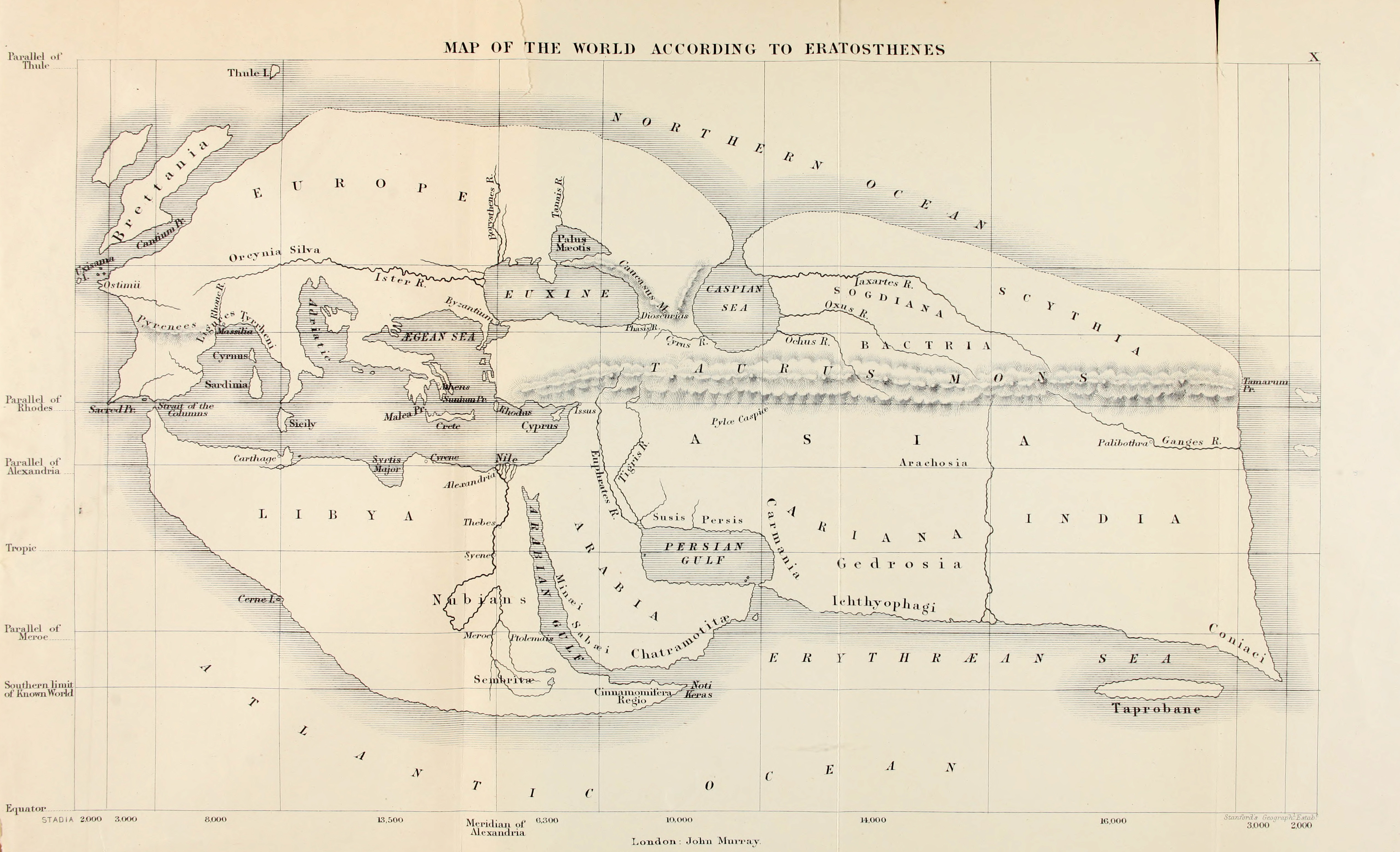
Уявлення про Ойкумену, яку омиває безмежний Океан, за часів Ератосфена
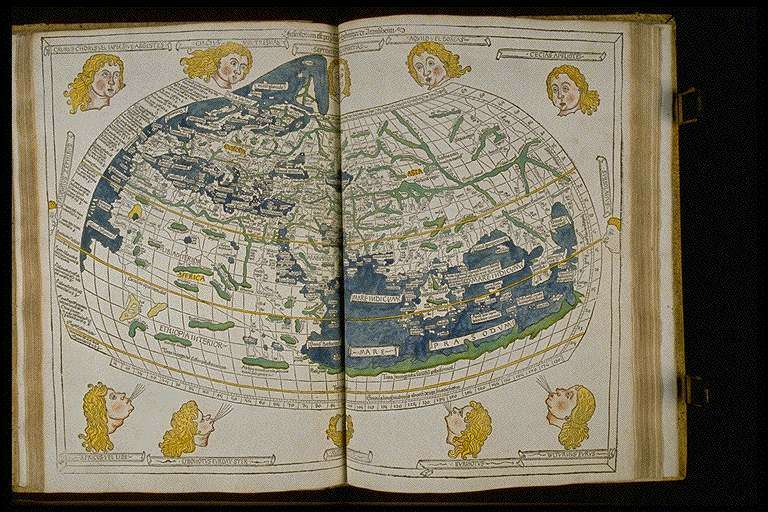
Середньовічна карта уявлень Птолемея про замкенений Індійський океан і Південний континент

Зазнавши поразки від Римської республіки під час Пунічних воєн Карфагенська держава фінікійців у західному Середземномор'ї припинила існування й до початку нашої ери вся Північна Африка увійшла до складу Римської імперії. 43 року римлянин Полігоній Мела дав короткий опис Лівії та життя корінного населення африканського материка в своєму творі «De situ orbis». У п'ятій книзі римського натураліста Плінія Старшого наводиться багато цінних відомостей про географію південного Середземномор'я, особливо Єгипту. Птолемей (90—168) в своєму «Посібнику з географії» відмічає наявність великих озер у верхів'ях Нілу, через які він протікає, а початок бере в Місячних горах. Птолемей у своїй праці наводить невідомі до тих пір географічні дані про центральні райони Африки. Водночас він висловив думки про те, що Африка є великим півостровом Південного континенту, а Індійський океан подібний до замкненого Середземного моря. Ці помилкові думки панували в європейській науці наступні майже півтора тисячоліття і були спростовані лише в Добу великих географічних відкриттів.

## Середні віки
На початку нашої ери східне узбережжя материка стало відоме австронезійським народам з Малайського архіпелагу у Південно-Східній Азії, які до 500-х років н. е. відкрили і колонізували острів Мадагаскар.
Докладні відомості про її північні та східні береги знаходять в працях перських та індійських істориків і географів. У VII столітті араби переживають пассіонарне піднесення, утворюють велику державу (Халіфат) й завойовують Аравію, Північну Африку, більшу частину Піренейського півострова, східним узбережжям континенту вони дійшли до Маскаренських островів і острова Мадагаскар, де вони застали реліктових великих нелітаючих птахів епіорнісів — «птах Рух» з арабських казок. Араби були видатними математиками, географами й мореплавцями своєї епохи. Найвідоміші арабські мандрівники — Аль Масуді, Ідрісі та Ібн Баттута. Арабський мандрівник і географ X століття, «арабський Геродот» аль-Масуді відвідав усі землі халіфату від Іспанії до Індії. Під час своїх подорожей зібрав численні матеріали з історії, географії, етнографії і культури народів. З-поміж десятків його праць збереглися тільки дві «Промивальні золота і копальні самоцвітів» (943) і «Книга повідомлень і розсудів» (956). Мухаммад аль-Ідрісі народився в середині XII століття в Нубії, жив при дворі сіцілійського короля Рожера II й описав у своїй праці «Географічні розваги» відомі йому географічні дані про африканський материк. Інший африканець XIV століття, уродженець марокканського Танжера Ібн Батута провів приблизно 30 років свого життя у подорожах. Дослідив Єгипет, Судан, морем дійшов уздовж східного узбережжя до Занзібару і далі до Кілви у Мозамбіцькій протоці, перетнув Сахару від Феса до Тімбукту на Нігері, а на зворотному шляху відвідав плато Ахаггар. Свої пригоди та спостереження Ібн Батута виклав у творі «Подарунок допитливим».

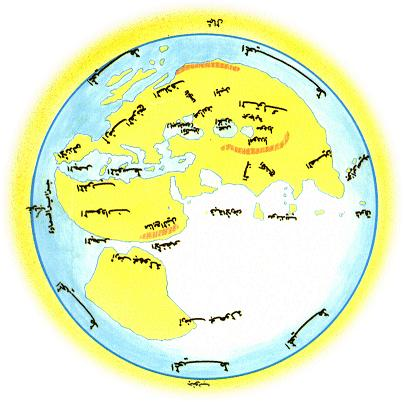
Карта світу аль-Масуді, X століття
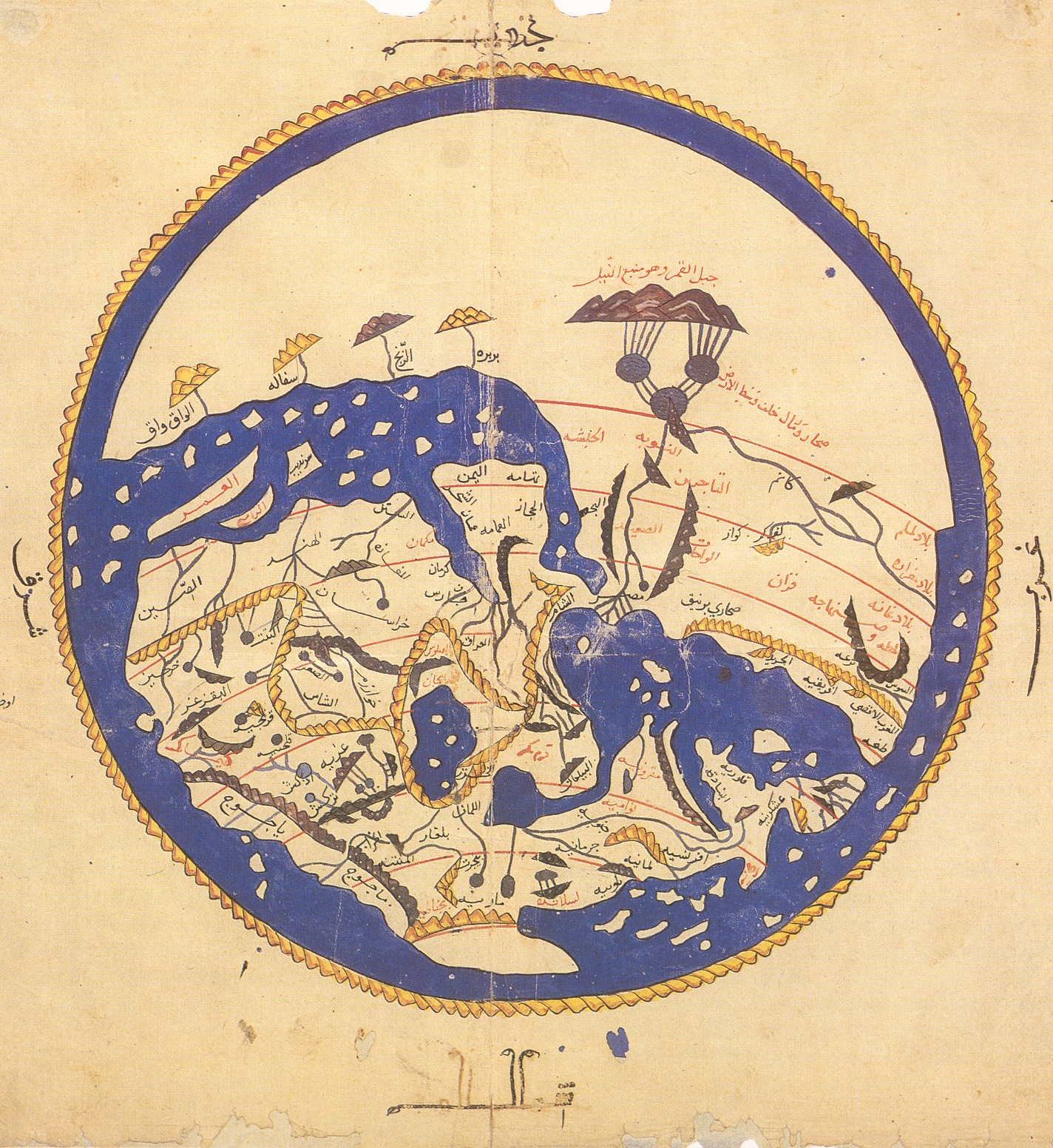
Карта світу аль-Ідрісі, 1154 рік
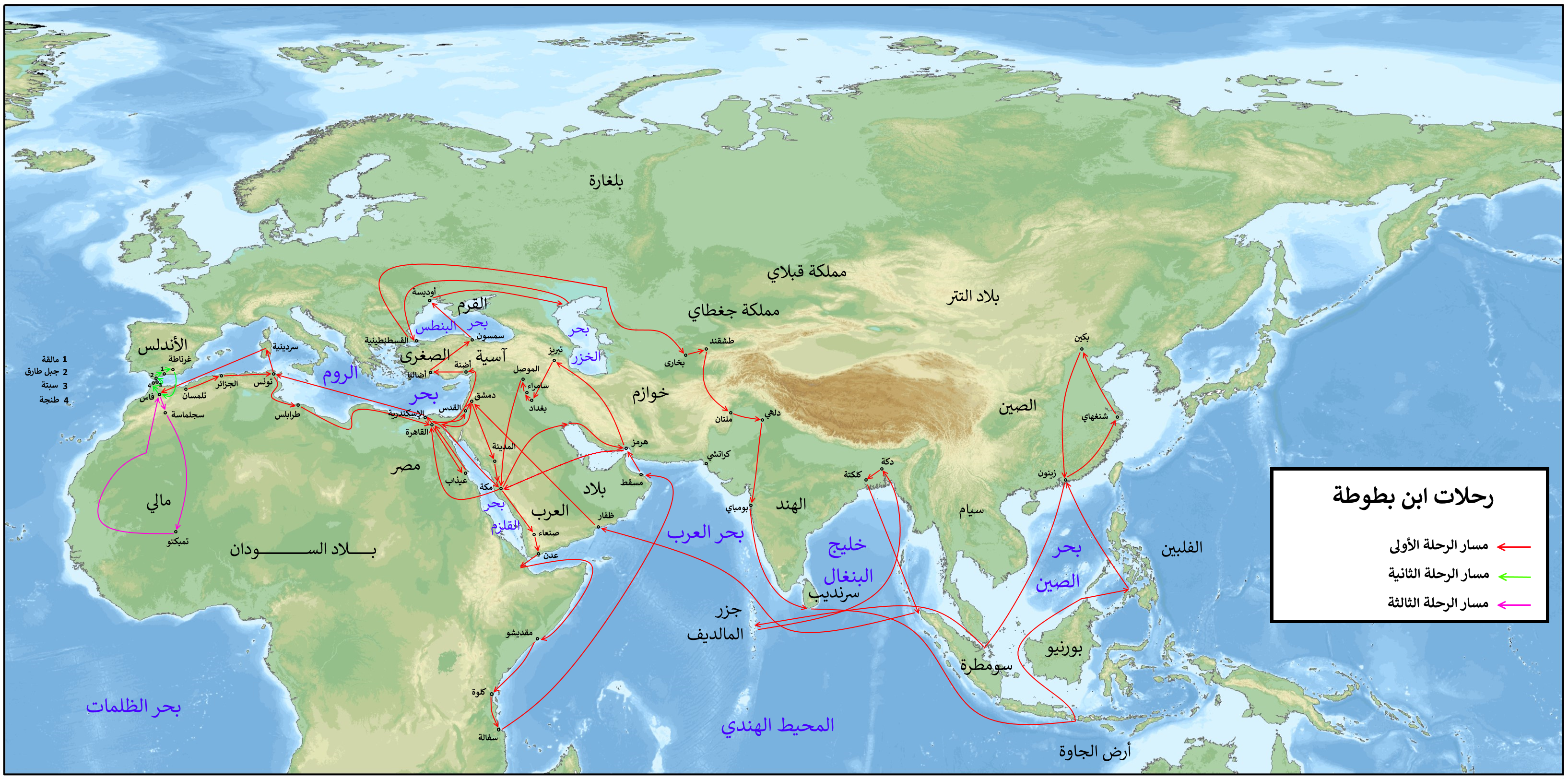
Подорожі Ібн Батути
Арабські паломники здійснюють хадж, XIII століття
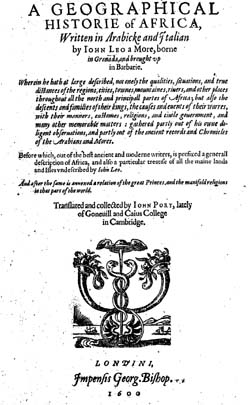
«Опис Африки», видання 1600 року

Арабський географ і мандрівник з Гранади Лев Африканський (1483—1555), ще до свого хрещення 1520 року, відвідав держави на південь від Сахари — Сонгай, Борну, Нубію, здійснив хадж до Мекки, побував у Тімбукту та на берегах озера Чад, спогади про які виклав 1550 року в книзі «Опис Африки й вартих уваги місць, які в ній є» (італ. Della descrittione dell’Africa et delle cose notabli che ivi sono), що до XIX століття була основним писемним джерелом європейців про внутрішні райони Африки.

## Нова доба

### Доба великих географічних відкриттів
Наприкінці середньовіччя завдяки вигідному географічному положенню морська держава Португалія досягла значного економічного розвитку. 1415 року португальці захоплюють на африканському узбережжі Сеуту. Від цієї події розпочинається їхнє столітнє просування на південь уздовж африканського узбережжя, пошуки морського шляху до Індії. Раз за разом відкриваючи нові береги вони споруджували власні факторії, позначали землі своїми падранами, або споруджували окремі укріплені форти. Португальський принц Енріке Мореплавець (1394—1463) всіляко сприяв морським експедиціям. Від 1430 року він раз за разом надсилав своїх капітанів із завданням оминути мис Буждур. 1434 року капітан Жил Іаніш, після декількох невдалих спроб нарешті здійснив це. У своїх донесеннях принцу Енріке капітан доповідав, що судну вдалося пройти на 50 ліг (150 миль) уздовж африканського узбережжя далі мису Буждур і ніде не було помічено слідів присутності явних ворогів, причому «плисти під вітрилами тут так само легко, як і у нас вдома, а країна ця багата і усього в ній в достатку». 1444 року Дініш Діаш відкрив гирло річки Сенегал і відкрив Зелений мис. Пізніше за право першовідкривачів островів Зеленого Мису сперечалися Антоніо де Нолі та Діогу Гоміш, інші капітани принца Енріке, що досліджували західноафриканське узбережжя. Альвізе Кадамосто, венеційський мореплавець на службі принца Енріке у своєму першому плаванні 1455 року досягнув гирла річки Гамбія, а наступного року став першим європейцем, що дістався до миса Рохо, гирла річки Геба та відкрив острови архіпелагу Біжагош. За його твердженнями на зворотному шляху він відкрив декілька з островів архіпелагу Кабо-Верде. У 1469—1473 роках португальські капітани, найняті багатим лісабонським купцем Фернаном Гомішем, дослідили узбережжя Гвінейської затоки, відкрили золотоносні поля в Ельміні (на території сучасної Гани) і острови Сан-Томе і Принсіпі. 1471 року Фернандо По обігнув західний виступ континенту й відкрив у Гвінейській затоці острів, названий його ім'ям.
Після смерті принца Енріке, його справу продовжив португальський король Жуан II. Він заклав у січні 1482 року в Ельміні першу європейську укріплену факторію в екваторіальній Африці — форт Сан-Жоржи-да-Міна і відправив на дослідження африканського узбережжя нові експедиції. 1484 року Діогу Кан і Мартін Бегайм досягли гирла Конго. Експедиція тривала 19 місяців; за цей час португальці відкрили невідомі раніше області Гамбії та Гвінеї, встановили контакти з народом волоф і повернулися з вантажем прянощів (перцю та кориці). 1487 року Бартоломеу Діаш досягнув крайньої південної точки материка, названої ним «мисом Бур», згодом перейменований королем на мис Доброї Надії.

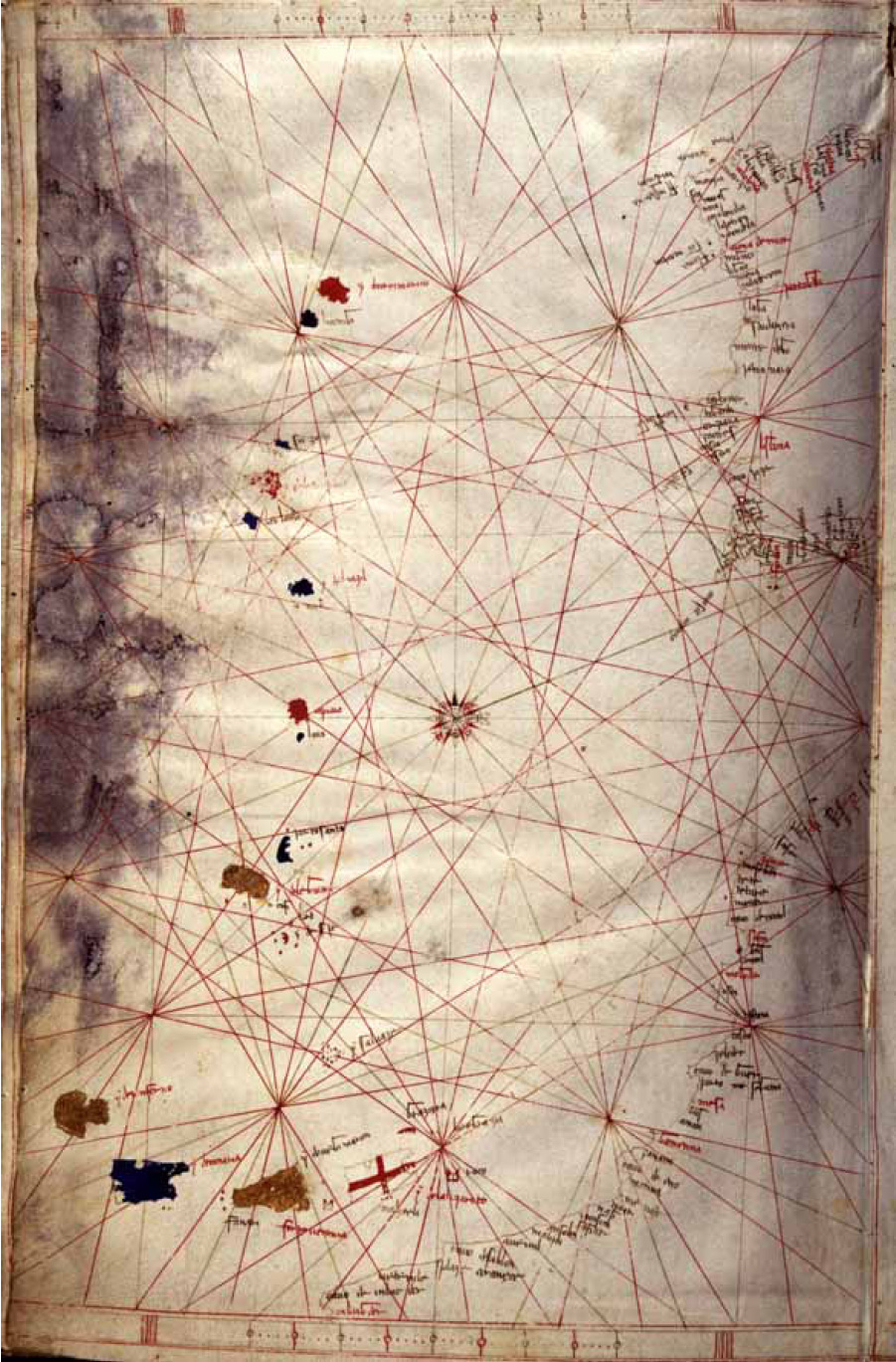
«Атлас Корбітіс», 1400 рік
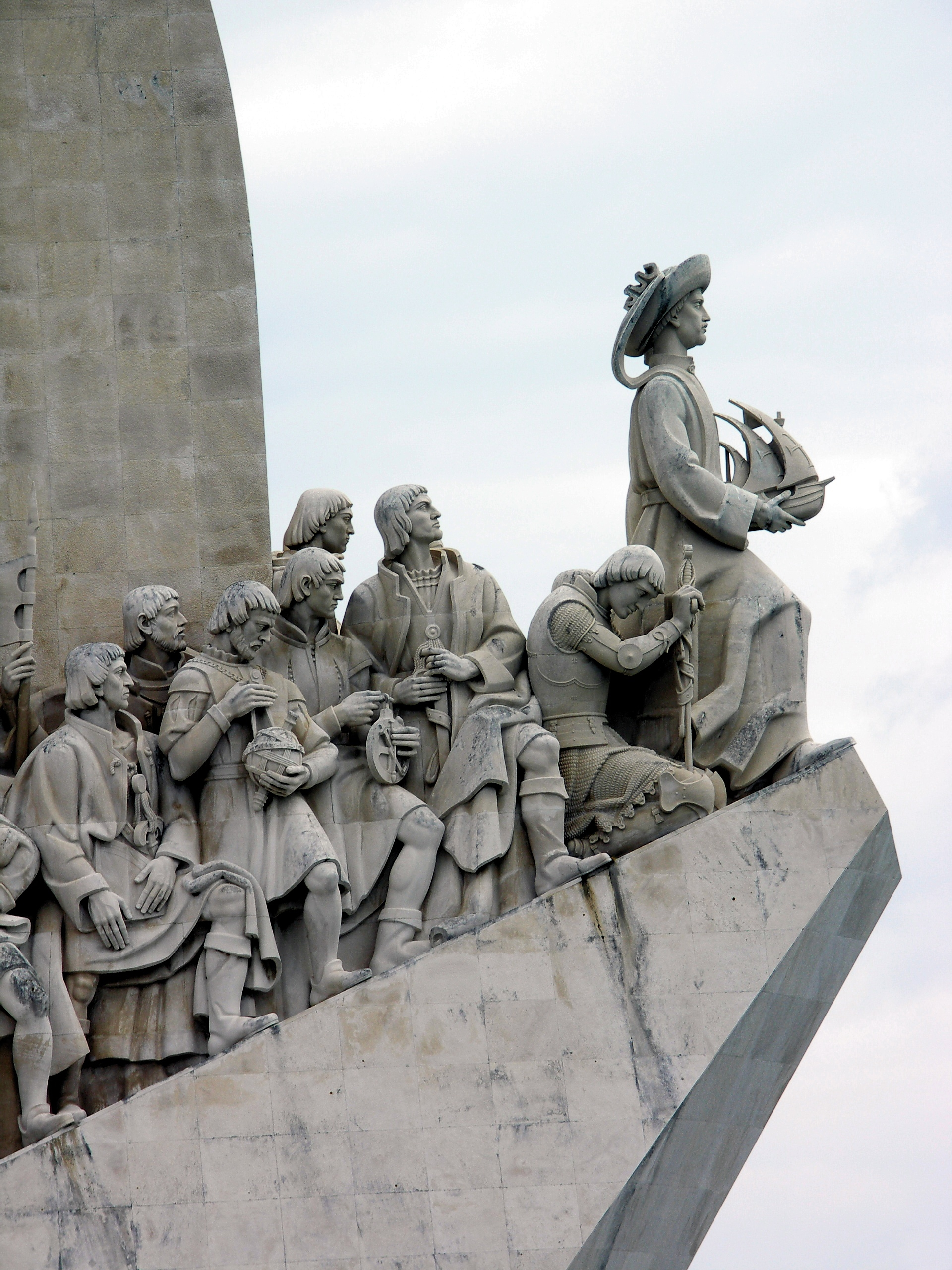
Пам'ятник Енріке Мореплавцю в Лісабоні
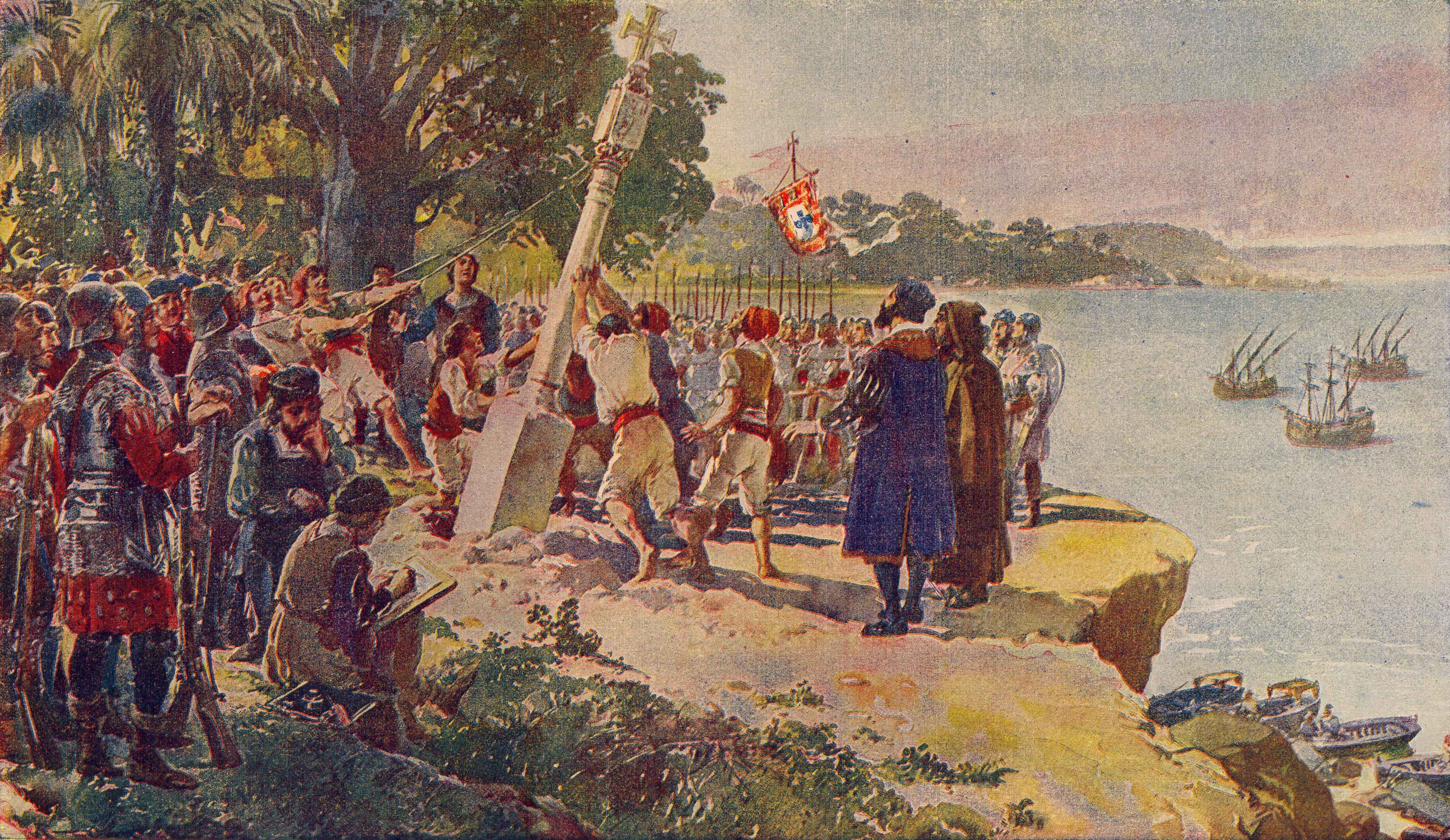
«Встановлення падрану в гирлі Конго португальцями», Роке Гамейро, 1917 рік
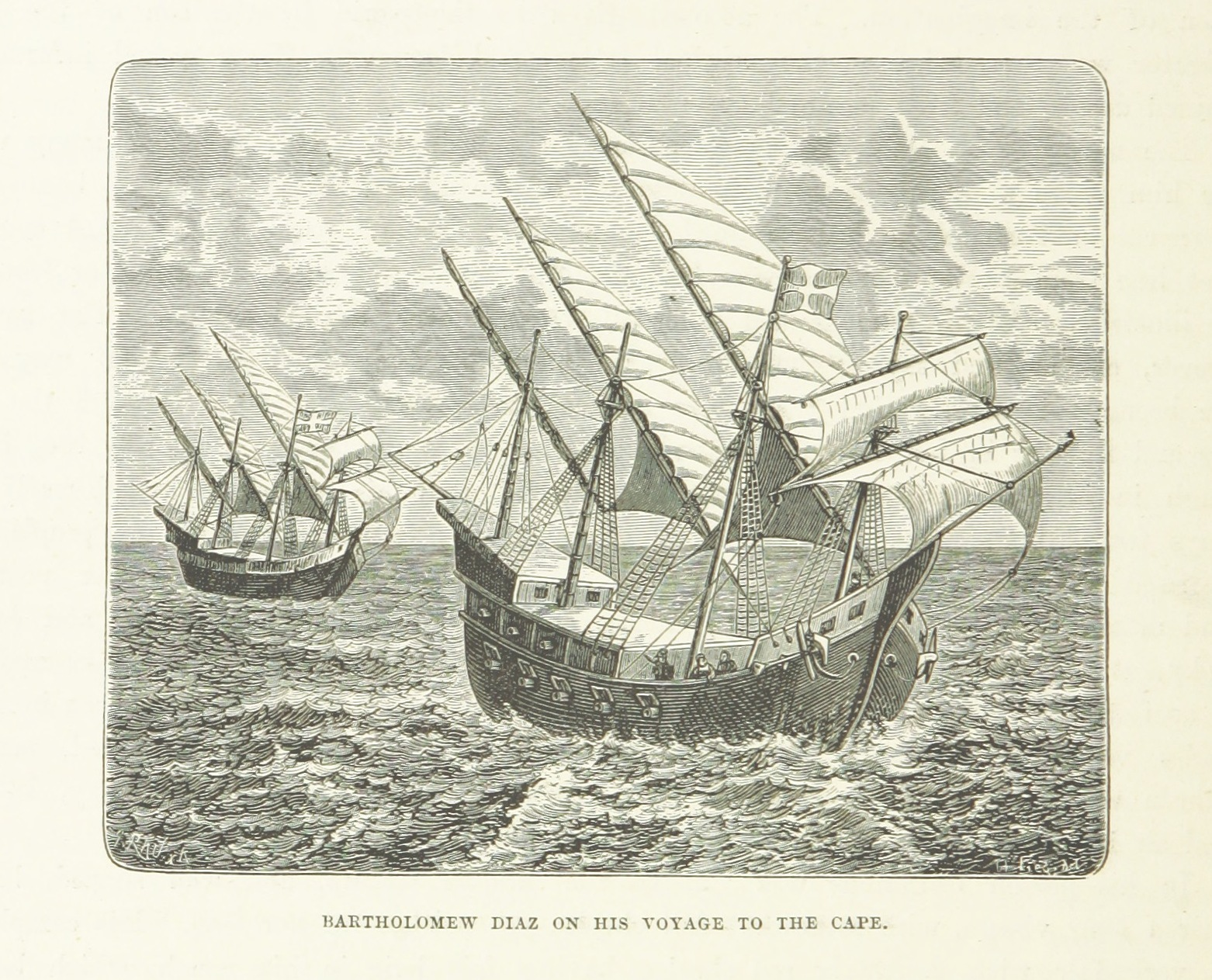
Караки Бартоломеу Діаша на шляху до Мису Доброї Надії
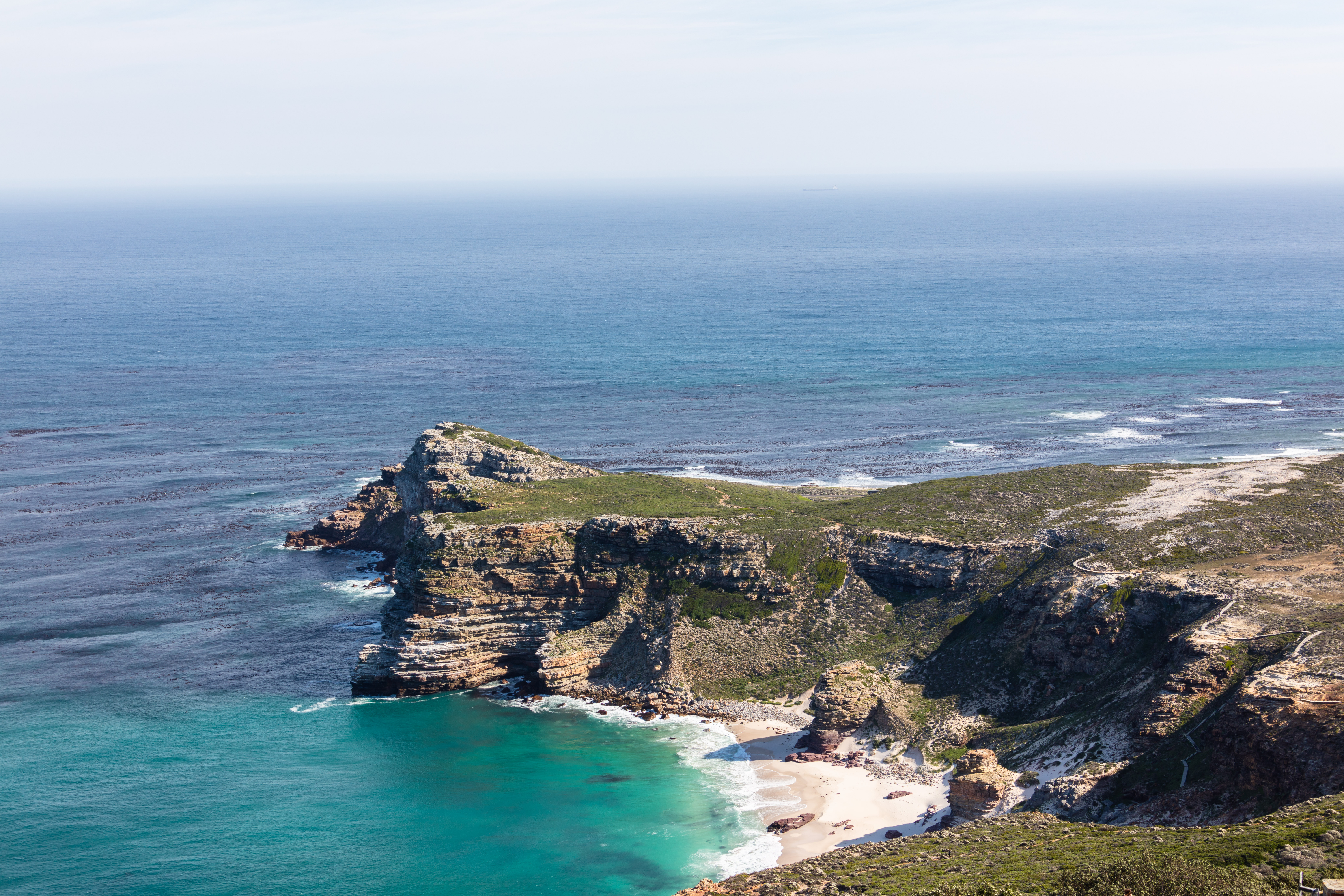
Мис Доброї Надії
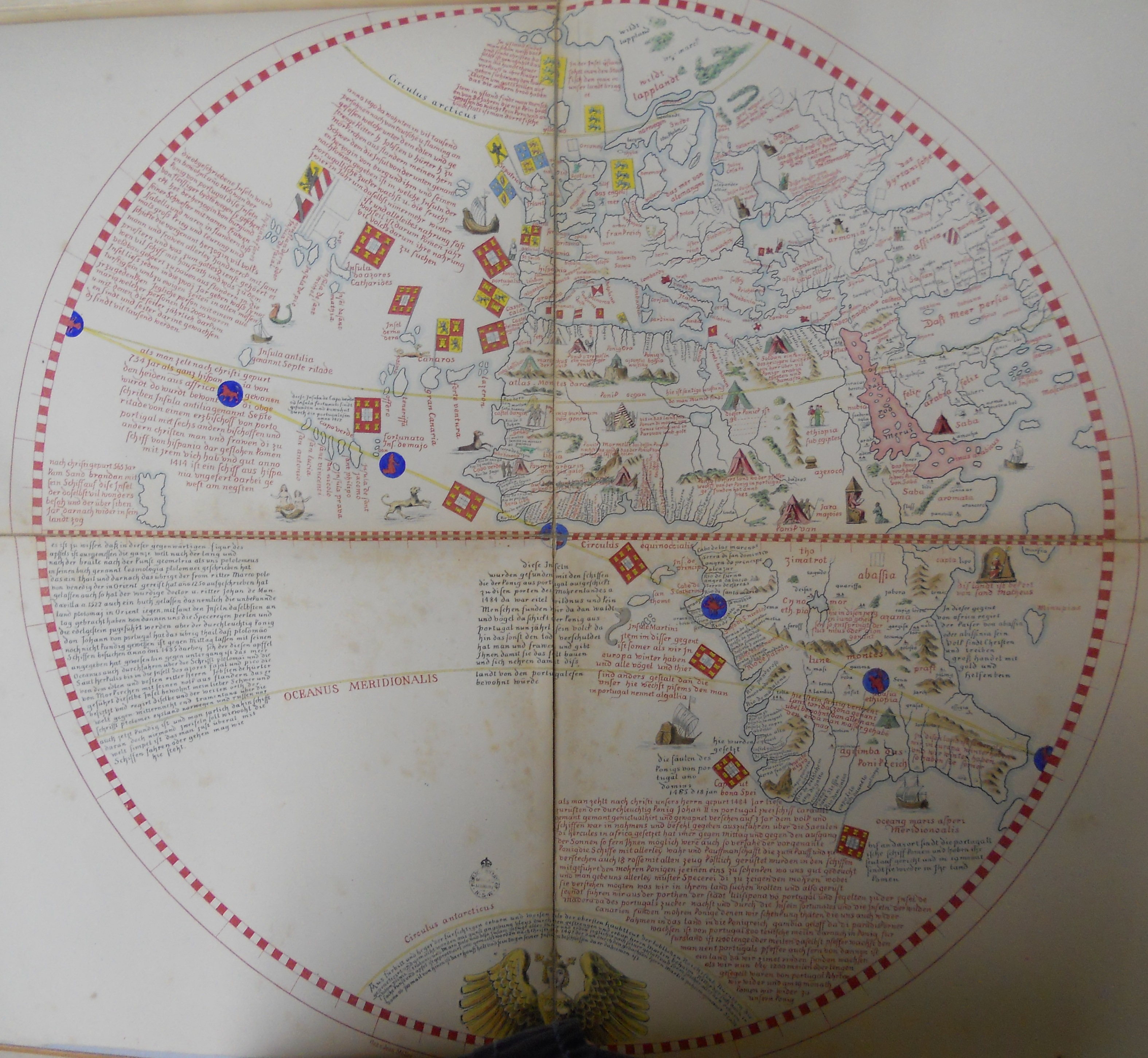
Карта Західної півкулі Мартіна Бехайма, 1492 рік

1498 року морський шлях до Індії проторував Васко да Гама. Від мису Доброї Надії він попрямував узбережжям до гирла Замбезі, звідти до Момбаси й Малінді. З Малінді він за допомоги досвідченого арабського лоцмана 17 травня 1498 року досяг Малабарського узбережжя Індії. З 165 осіб його команди до Лісабона повернулося лише 55. У перші десятиліття XVI століття португальськими експедиціями на чолі з Васко да Гамою, Кабралом, Альмейдою та Албукеркі було досліджене східне узбережжя материка, а більшість його портових міст були або завойовані португальцями, або потрапили під їхній сюзеренітет. 1500 року під час експедиції Кабрала до Індії поблизу мису Доброї Надії португальські судна потрапили в сильний шторм в якому корабель Бартоломеу Діаша потонув, а його брата Діогу загубився. Після чого Діогу Діаш під час блукання дослідив води поблизу входу до Червоного моря, відкрив острови Маврикій, Реюньйон і Мадагаскар.
У травні 1522 року супутники Фернана Магеллана на кораблі «Вікторія» під час першої навколосвітної подорожі досягли зі сходу східноафриканського узбережжя, обігнули з півдня материк і, прямуючи на північ, досягли гирла Гвадалквівіру.

### Колоніальна епоха
Велику роль у дослідженні внутрішніх районів континенту відіграла карта д'Анвіля, складена ним 1749 року. 1768 року шотландець Джеймс Брюс з Массауи вирушив на пошуки витоків Нілу. Через 2 роки він добирається до озера Тана на Ефіопському нагір'ї та віднаходить з нього витоки Голубого Нілу.
1788 року в Лондоні було створено «Асоціацію для сприяння відкриттю внутрішньої частин Африки» з метою розвідки річкових шляхів сполучення. 1830 року асоціація влилась до Королівського географічного товариства. 1795 року англійські колоністи засновують Капську колонію й розпочинають дослідження півдня континенту. Так впродовж 1803—1805 років Г. Ліхтенштейн досліджував плато Карру та землі кафрів. Голландські поселенці (бури) організовують Капське товариство з вивчення Центральної Африки. Подорожі континентом англійців Мунго Парка, Г'ю Клаппертона, Ричарда Лендера, Девіда Лівінгстона та американського журналіста Генрі Стенлі поступово накопичували матеріали для досліджень. Шотландський лікар Мунго Парк за дорученням Асоціації вирушив до Африки щоб визначити течію та віднайти витоки ріки Нігер. 1796 року він, вирушивши уверх течією Гамбії, дістався Нігеру в Сегу й встановив, що вона тече на схід. Але сезон дощів змусив його повернути назад. Під час другої подорожі 1805—1806 років він не встиг відшукати гирло Нігеру, але у своєму повідомленні до Британії припустив, що вона повертає на південь до Гвінейської затоки, а не впадає до озера Чад. У листопаді 1806 року Мунго Парк із супутниками потонув поблизу порогів Бусса, потрапивши у засідку місцевого племені.
У 1822—1824 роках експедиція Г'ю Клаппертона намагалась перетнути Сахару з півночі на південь, під час якої він загинув. Уперше перетнути пустелю вдалося французькому досліднику Рене Кайє, який 1828 року, вирушивши з гвінейського узбережжя, досяг Тімбукту на річці Нігер, після чого пройшов Сахару з караваном з півдня на північ, дослідив Атлаські гори й досяг Танжеру в Марокко. Впродовж 1844—1845 років німецький дослідник Генріх Барт досліджує південне узбережжя Середземного моря, вирушивши з марокканського Рабату на схід до Александрії. 1849 року Барт і британець Джеймс Ричардсон вирушили з Триполі на південь через Сахару до басейну Нігеру. Вони побували в Мурзуці, зустрілись із туарегами, і через Агадес дісталися до Кано у межиріччі Нігеру й Бенуе. Пізніше, після смерті Ричардсона, Барт дослідив Бенуе, досяг берегів озера Чад і дав чудовий опис його басейну. На батьківщину Барт повернувся 1855 року, перетнувши Сахару з півдня на північ. Перша половина XIX століття стала світанком для дослідження континенту, загалом було здійснено 21 подорож; головний процес досліджень розгортався вже у другій половині, через підвищений інтерес до нових колоній з боку Франції, Британії та Німеччини, 202 подорожі дослідників.
1858 року Джон Геннінг Спік відкрив озеро Вікторія (Укереве), а 1862 року, під час другої експедиції, віднайшов витоки Нілу з озера — водоспад Рипон і проплив Білим Нілом до Хартума. 1864 року витоки Білого Нілу з озера Альберт віднайшов інший британський мандрівник Семюел Вайт Бекер. 1862 року Сахару досліджував німець Герхард Рольфс, а через 8 років інший німецький мандрівник Густав Нахтігаль перетнув Сахару з півночі на південь, відвідав нагір'я Тібесті, озеро Чад, Вадаї та Дарфур. Впродовж 40 років Африку досліджував німецький ботанік і географ Георг Швайнфурт (1836—1925). Він відвідав Єгипет, Нубію, Ефіопію, дослідив червономорське узбережжя, верхів'я річок Уеле і Білого Нілу. Свої мандрівки він описав у праці «У серці Африки» (1874), де докладні етнографічні матеріали (шиллуки, азанде, дінка) поєднуються з чудовими описами природи.

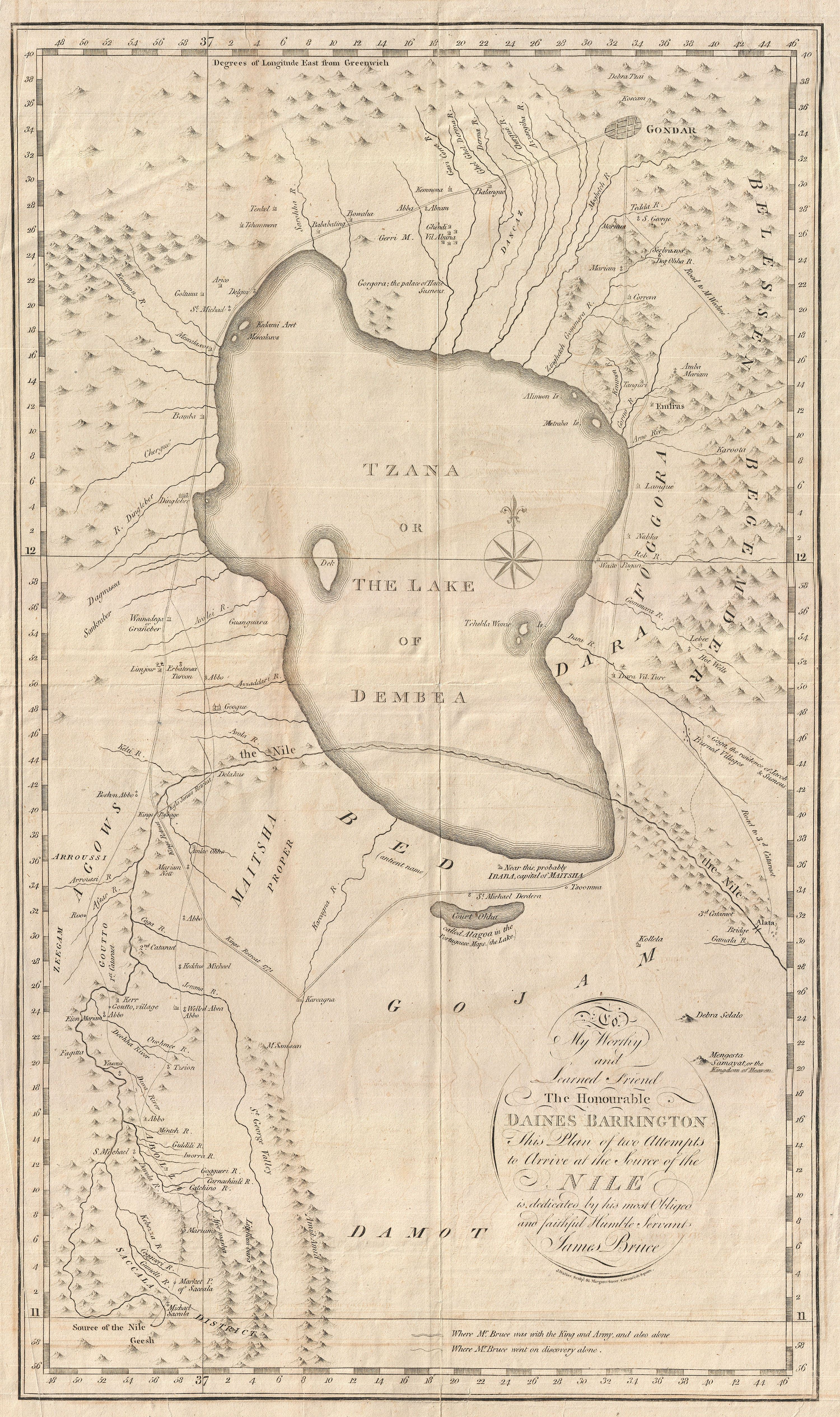
Карта озера Тана, складена Джеймсом Брюсом
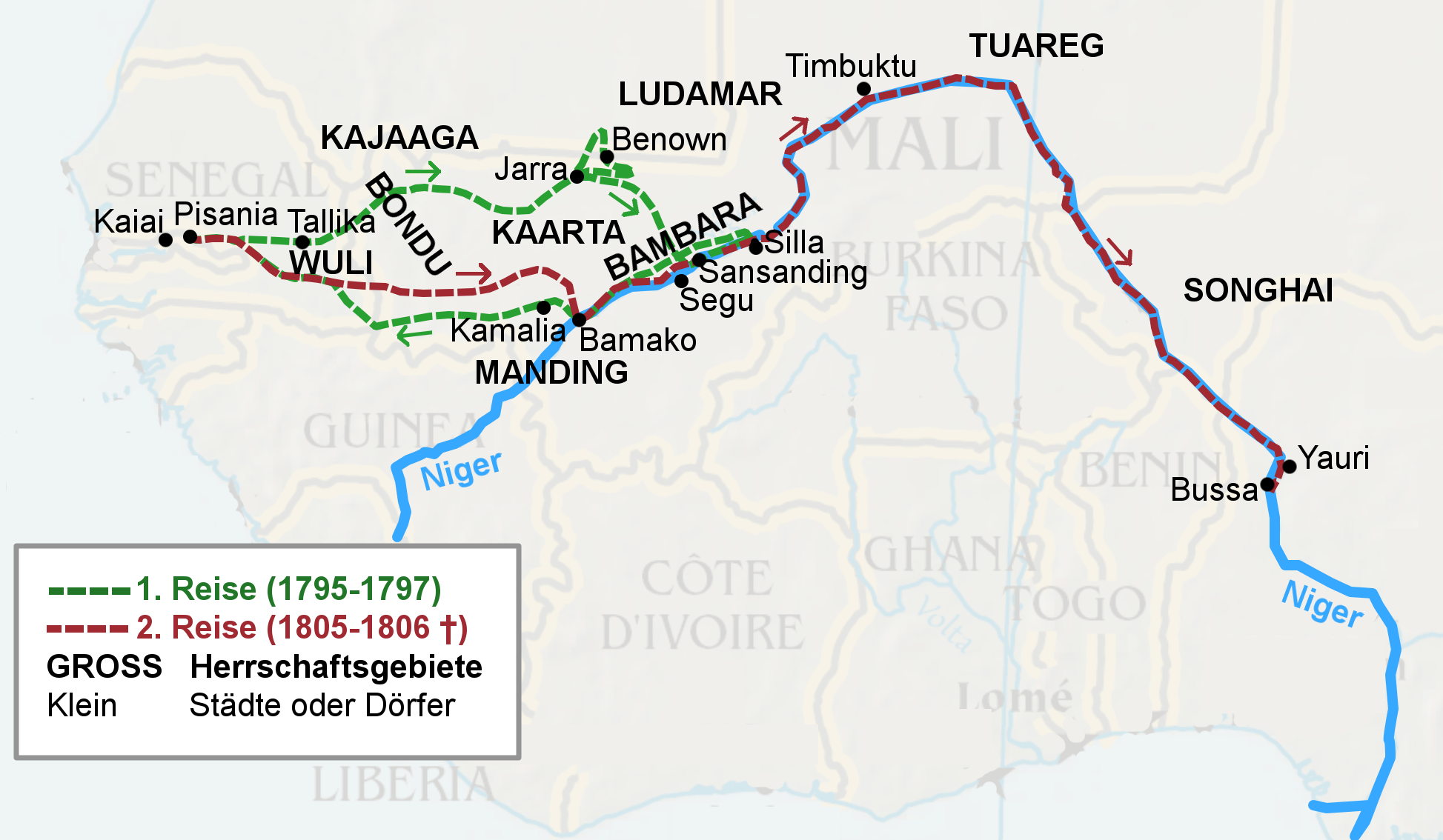
Мандрівка Нігером Мунго Парка
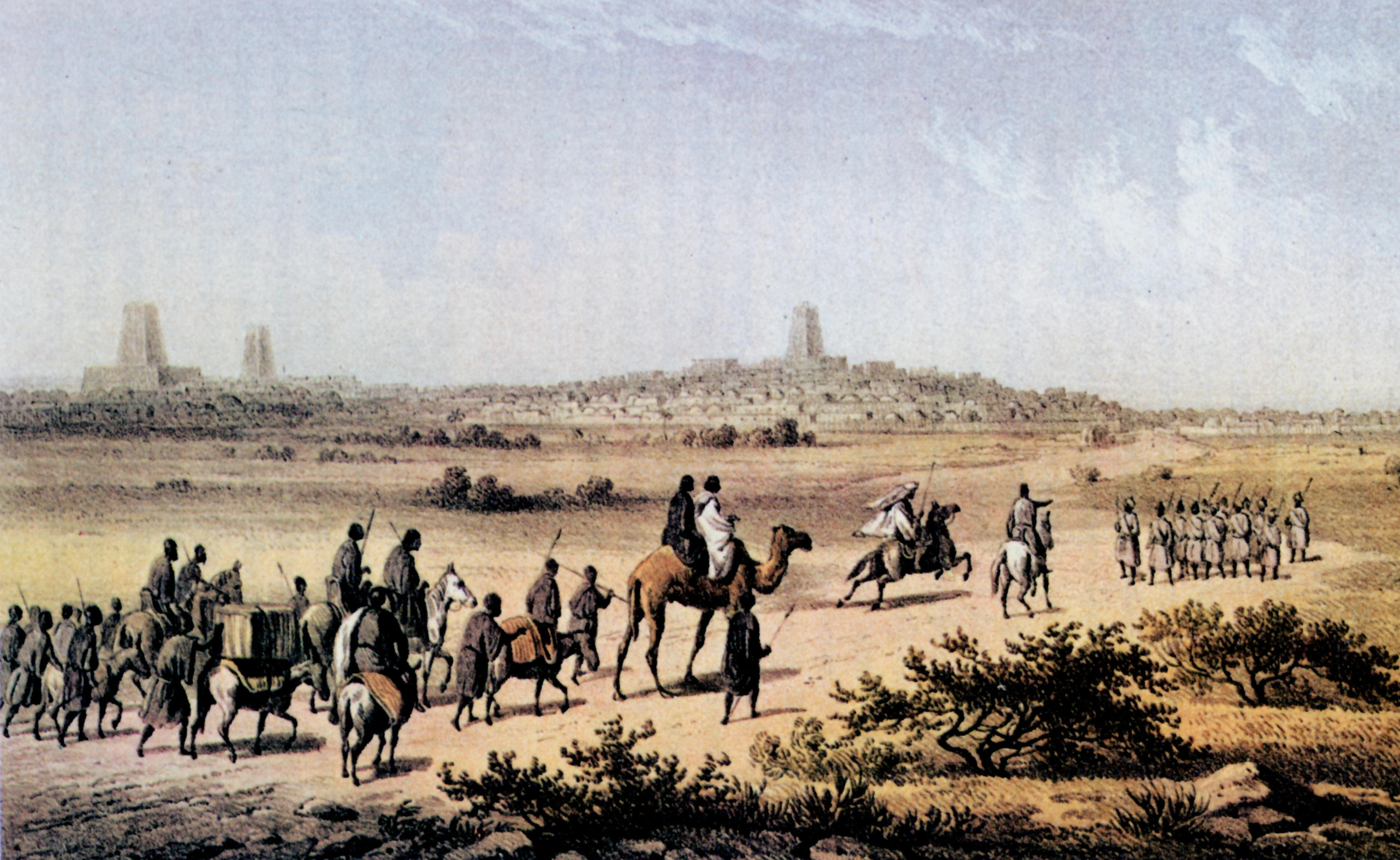
Експедиція Генріха Барта поблизу Тімбукту, 1853 рік
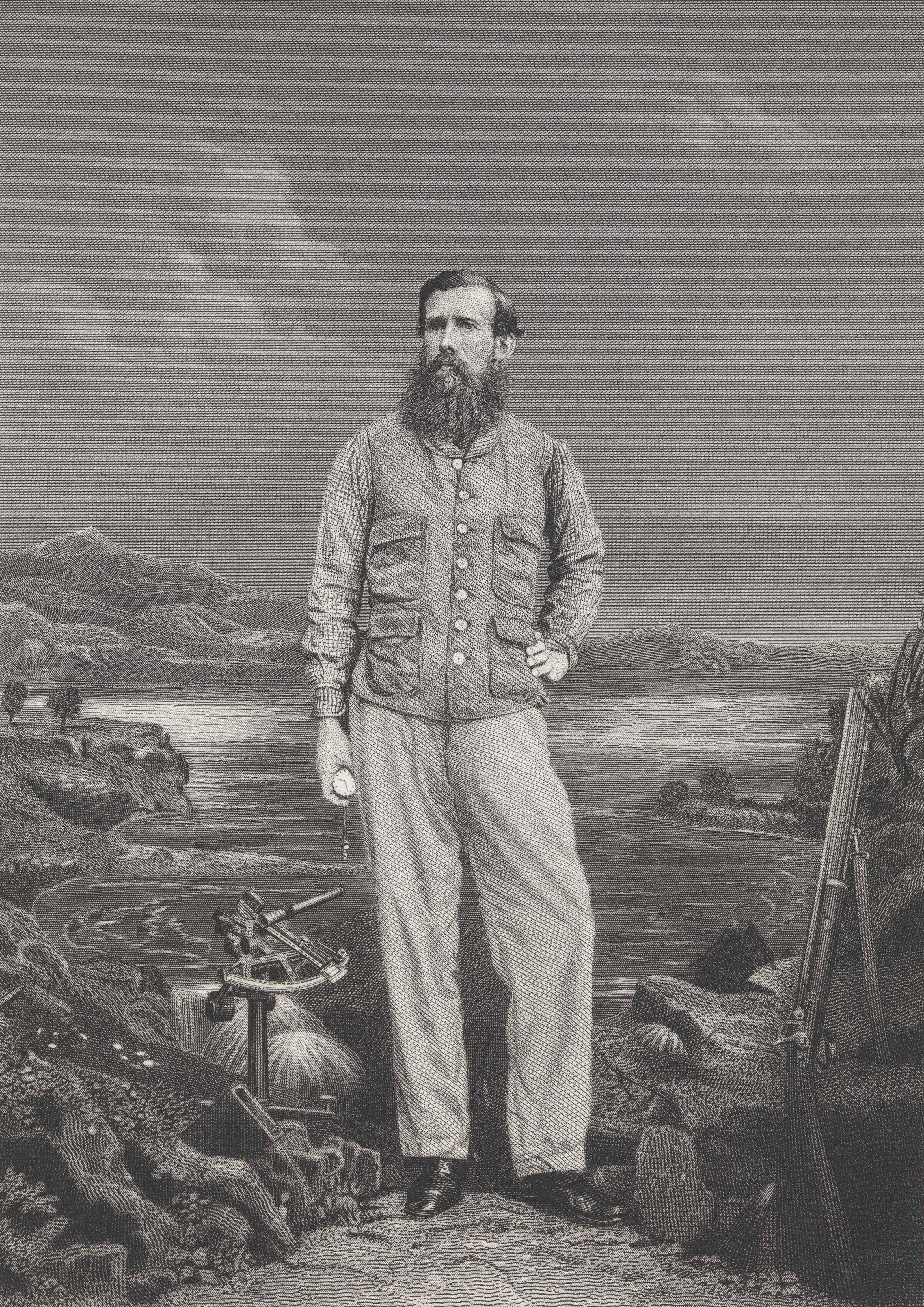
Джон Геннінг Спік
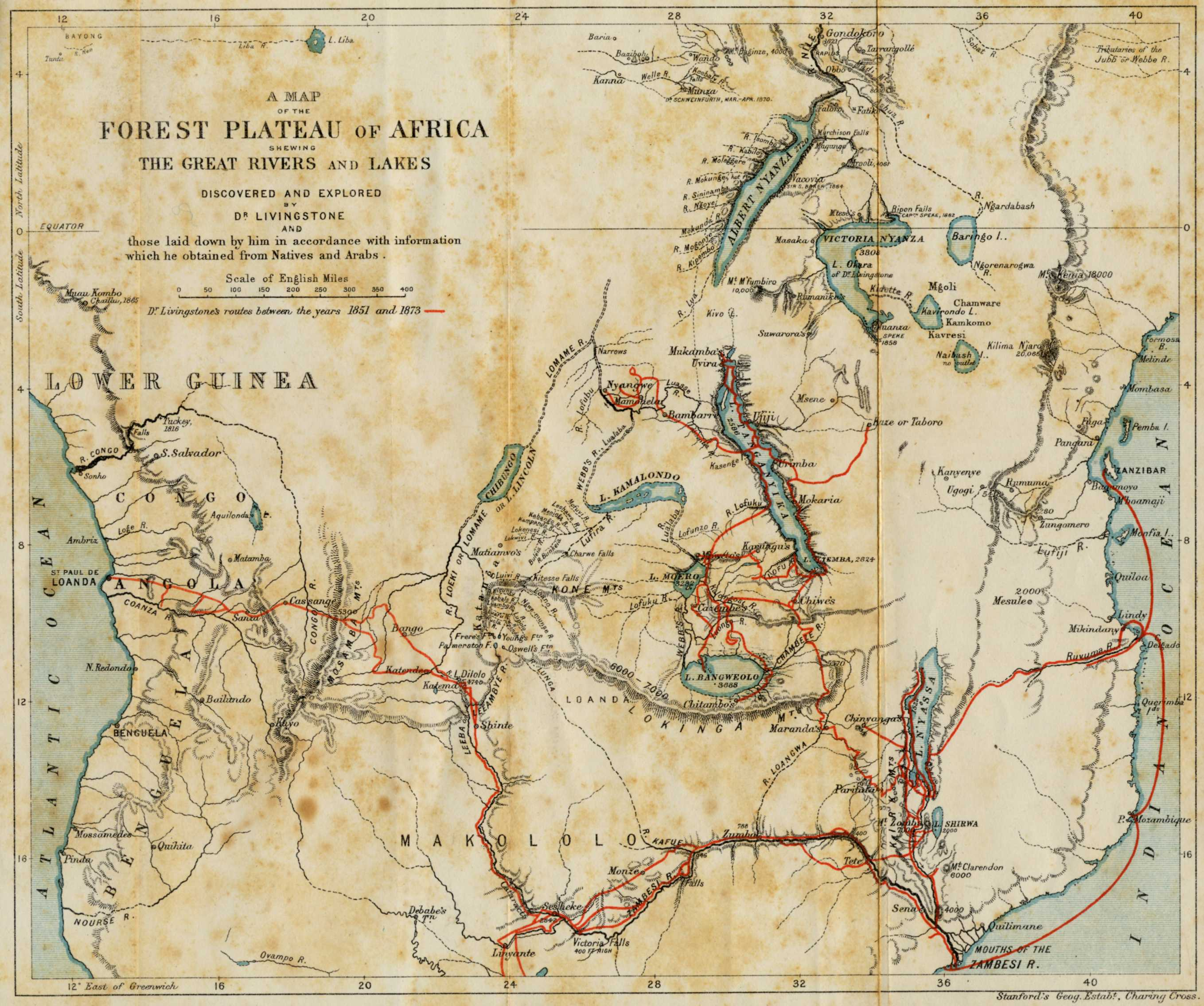
Маршрути подорожей Девіда Лівінгстона
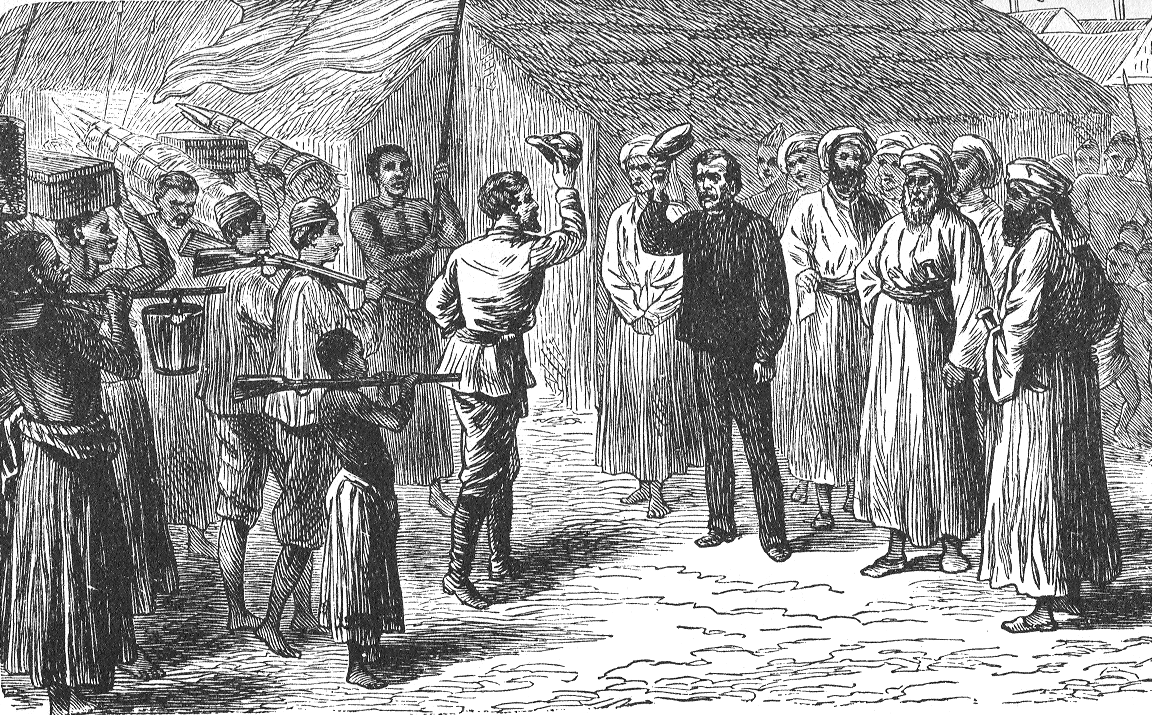
Зустріч Стенлі та Лівінгстона

Британський мандрівник доктор Девід Лівінгстон прожив у Африці 32 роки, з 1841 по 1873. Під час своїх численних подорожей він подолав 45 тис. км і дослідив 1,5 млн км² невідомих до того земель, дослідив верхів'я Конго, басейн Замбезі, озера Мверу й Бангвеулу. Під час своєї першої подорожі від Кейптауна до місії в Курумані Лівінгстон знайомиться з природою Південної Африки і знаходить собі дружину. Під час подорожі 1849 року він відкрив озеро Нгамі й дослідив середню течію Замбезі. 1853 року він досліджував верхів'я Замбезі, озеро Ділоло, відкрив верхів'я Касаї, притоки Конго. Лівінгстон уперше перетнув континент із заходу на схід, 1854 року він вирушив із Луанди на атлантичному узбережжі, проплив річкою Замбезі, відкривши водоспад Вікторія, та 1857 року досяг Келімане на індійському узбережжі. До 1864 року Лівінгстон досліджував басейн озера Ньяса та Замбезі. 1865 року він вирушив із Занзібару до озера Ньяса. Під час подорожі відкрив південні береги озера Танганьїка, річку Луалабу, дослідив країну Уджіджі та інші невідомі європейцям до того місця. За три роки по тому до Європи перестали надходити від нього звістки й 1871 року на пошуки Лівінгстона вирушив американський журналіст Генрі Мортон Стенлі, який розшукав його на берегах озера Танганьїка. Девід Лівінгстон помер 1873 року, а його тіло вірними слугами було доставлене від Великих африканських озер до Занзібару.
Стенлі під час своєї першої подорожі встановив, що озеро Танганьїка не належить басейну Конго. Закохавшись у природу континенту він 1874 року вирушає в свою другу подорож від Занзібару до верхів'їв Конго через область Великих озер. Спустившись Луалабою він відкриває водоспади, названі пізніше його ім'ям, у верхній течії та, названі ним самим, водоспади Лівінгстона у нижній. Його трансконтинентальна подорож зі сходу на захід закінчилась 1877 року в Бомі. З 1879 по 1884 рік з доручення бельгійського короля Леопольда II займався організацією приватної колонії — «незалежної держави Конго». 1887 року Стенлі вирушив у третю подорож Африкою на допомогу німецькому мандрівнику Емін-Паші, під час якої він дослідив течію Арувімі, правої притоки Конго, встановив, що озеро Альберт зв'язане з озером Едуард річкою Семлікі, відкрив і піднявся на гору Рувензорі.

### Російські дослідники
Упродовж 1834—1835 років Авраам Норов здійснив подорож Нілом до Нубії, зібрав цінний етнографічний та географічний матеріал, який було викладено в праці «Путешествие по Египту и Нубии в 1834—1835 гг.».
Вільгельм Юнкер (1840—1892) був відомим російським дослідником англо-єгипетського Судану та Екваторіальної Африки. 1873 року він відвідав Західну Африку, наступного року разом з професором Вільмансом Туніс. Наприкінці 1875 року здійснив подорож Лівією та Єгиптом, вирушивши наступного року до верхів'їв Нілу. Тут він дослідив територію сучасного Південного Судану та північ Уганди, досяг вододілу ріки Уеле та верхів'їв цієї ріки поблизу Блакитних гір на західному березі озера Альберт. Він привіз до Петербурзької академії наук величезну колекцію зброї, посуду, одягу та інших предметів, зібраних ним в народів дінка, барі, азанде, мангбатту, серед арабських племен. 1879 року він вирушив у свою другу подорож Африкою, яка тривала 8 років. Під час другої подорожі він вивчав вододіл Нілу й Конго, жив у племені ням-ням і мангбатту, побував на Уеле й довів, що вона належить до басейну Конго, а не Шарі, як до того вважало багато географів. Через повстання махдістів шлях повернення Нілом йому як і німецькому мандрівникові Емін-паші був відрізаний, тому він вирішив добиратись через до східного узбережжя, якого він досяг 1 грудня 1887 року в районі Занзібару, звідки морем повернувся на батьківщину. Російське географічне товариство за цю подорож обрало його своїм почесним членом. Наукові результати своїх подорожей Юнкер підсумував у праці «Reisen in Africa 1875—1876» німецькою мовою.

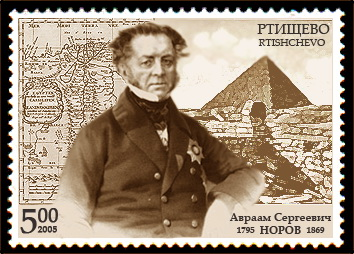
Авраам Норов
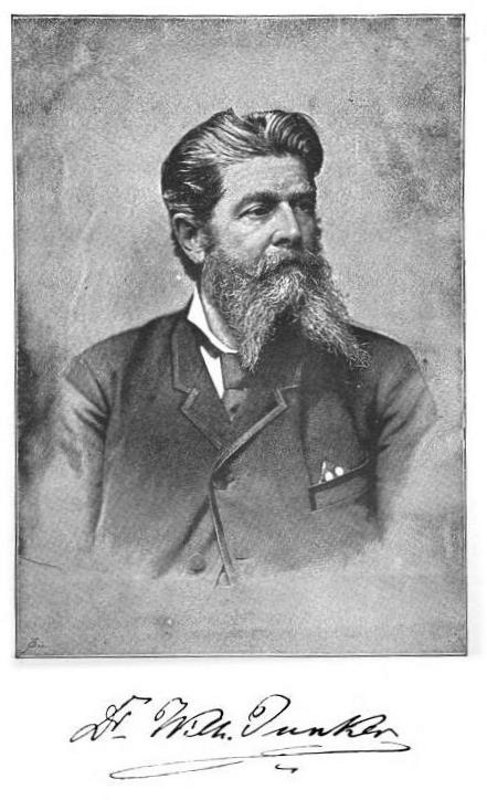
Вільгельм Юнкер
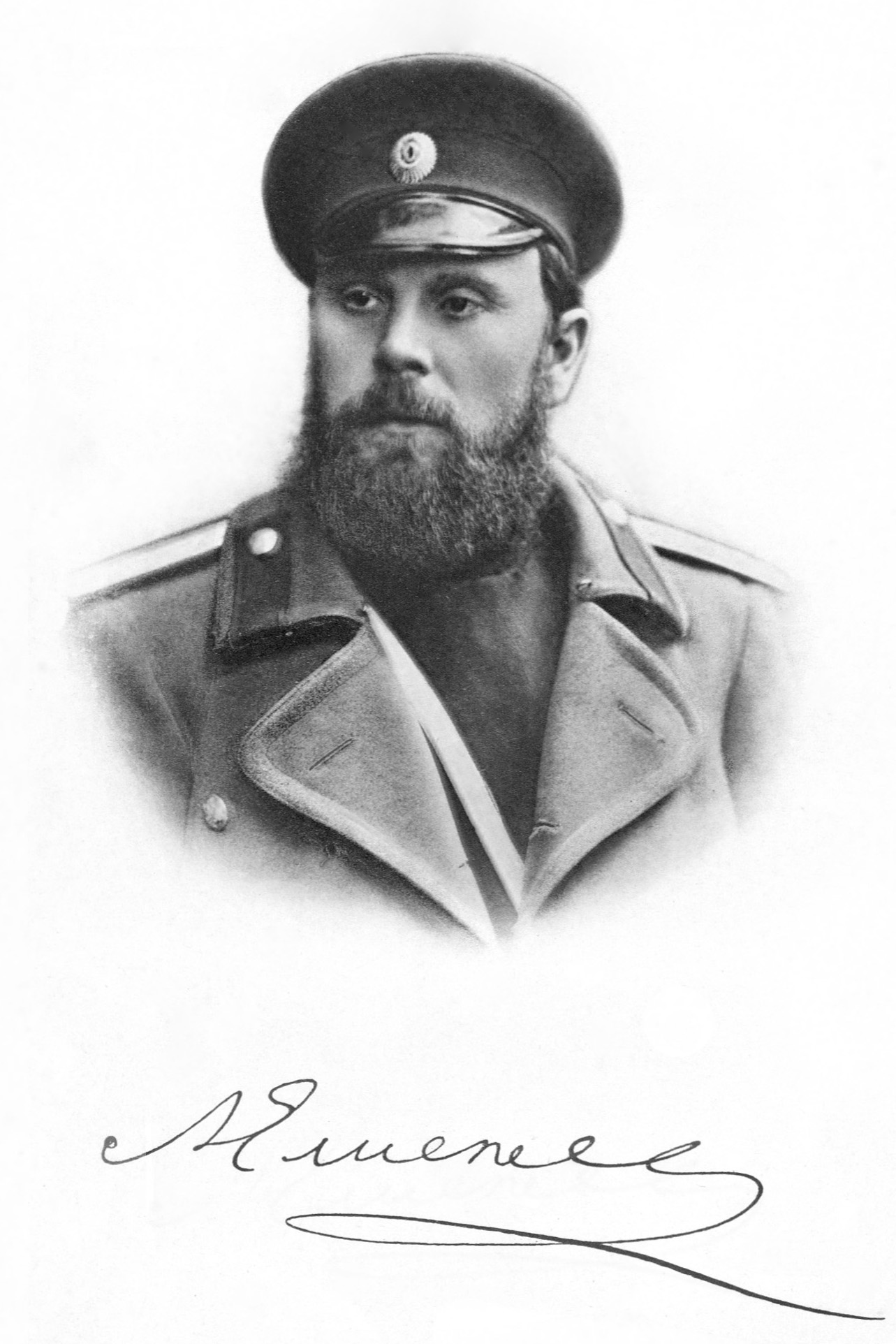
Олександр Єлисєєв
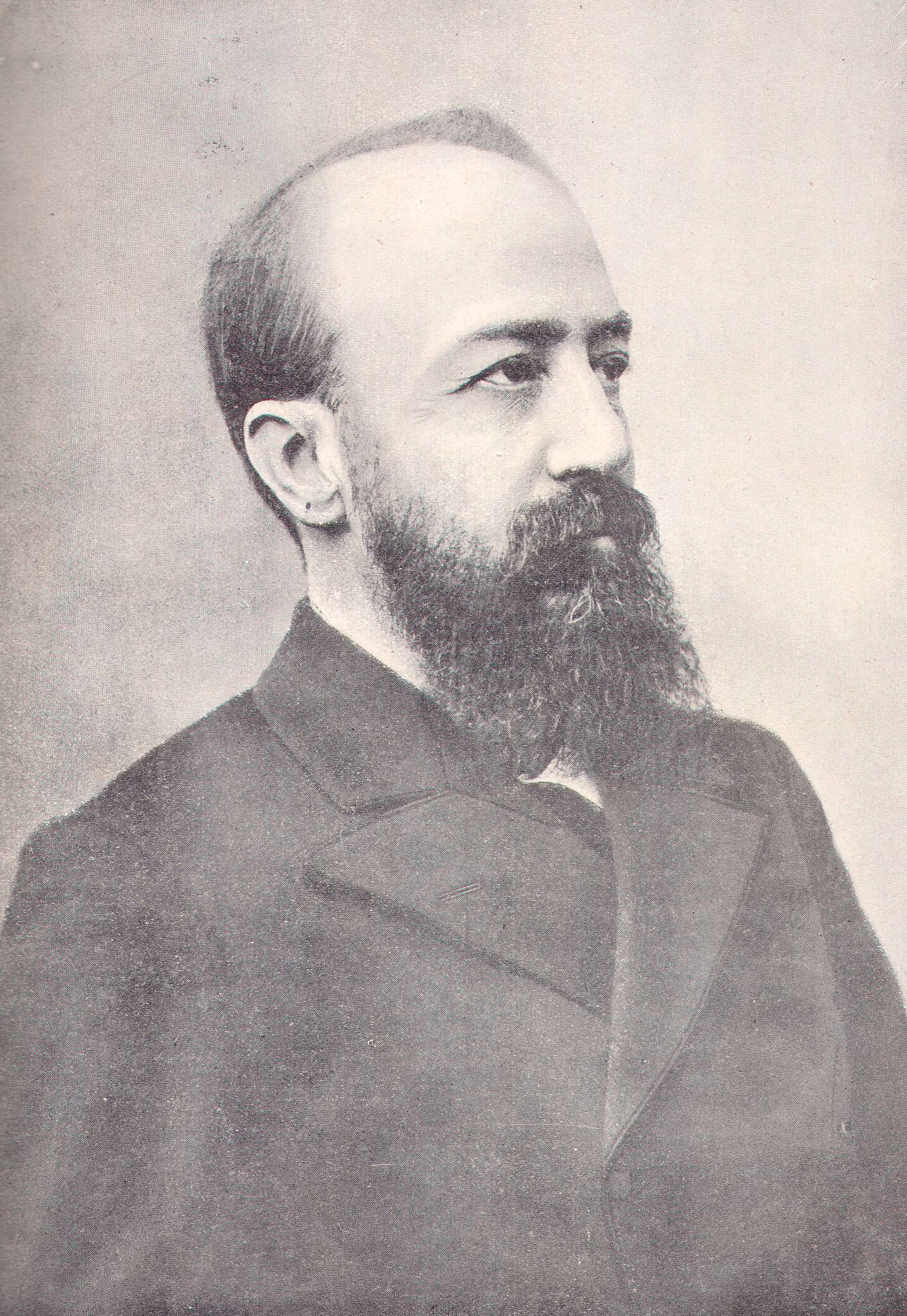
Андрій Краснов

З 1881 по 1895 рік Північну Африку досліджував російський лікар, географ та мандрівник Олександр Єлисеєв (1858—1895), який відвідав Алжир, Туніс, Триполітанію, Єгипет і Ефіопію. У своїй книзі «По белу свету» Єлисєєв яскраво змалював картини природи і побуту берберів, арабів, ефіопів. Згодом його нариси були запозичені до російських навчальних географічних хрестоматій. 1894 року побачила світ його праця «Махдизм и современное положение в Судане», в якій було подано об'єктивний виклад тих подій. Африкою мандрував російський агроном Іван Клінген, який описав фізико-географічні умови Єгипту, розвиток сільського господарства країни від глибокої давнини до теперішнього часу, кліматичні умови басейну Нілу, процес наступу пустелі на сільськогосподарські угіддя. Російський географ і засновник харківської фізико-географічної школи Андрій Краснов описав своєрідну аридну рослинність Сахари, висвітлив значення процесів вивітрювання, зокрема еолового, як рельєфоутворюючого чинника. Видатним дослідником Північно-Східної Африки був географ і військовий інженер Леонід Артамонов (1859—1932), яки впродовж 1897—1898 років, коли був прикомандирований до російської дипломатичної місії в Ефіопії, зробив подорож від Джибуті до Білого Нілу. На своєму маршруті він провів гіпсометричні й метеорологічні спостереження, склав карту.
Російський натураліст В. В. Троїцький, виїхавши з Одеси, впродовж 1910—1913 років здійснив подорож до району озер Вікторія і Танганьїка, вивчав верхів'я Нілу, збирав зоологічні колекції, вивчав муху цеце для вироблення методів боротьби з сонною хворобою у людей, спостерігав за життям корінного населення. Російський натураліст Сергій Авєринцев 1911 року побував на Мадагаскарі, зробив велику подорож вздовж узбережжя Африки від Танги на східному узбережжі до Кейптауна на півдні, далі морем до Канарських островів, звідки повернувся до Росії. Свої яскраві описи місцевої природи і населення виклав у журналі «Природа». Російський зоолог Валентин Догель навесні 1914 року з метою вивчення тваринного світу організував експедицію до Східної Африки. За дорученням «Докучаевского Почвенного комитета» Дмитро Драніцин досліджував природні райони та ґрунти Алжиру, дав їхній опис та класифікацію у статті в «Працях Докучаєвського ґрунтового інституту», в якій довів помилковість поглядів на особливий вид ґрунтів з «пустинними кірками»; привіз колекцію північноафриканських ґрунтів.

### Українські дослідники
Докладні відомості про Єгипет першої половини XVIII століття у своєму «Пешеходце» (1778) залишив відомий український мандрівник Василь Григорович-Барський. Уродженець Поділля, одеський лікар Артем Рафалович проводив епідеміологічні дослідження чуми в Єгипті, Тунісі та Алжирі впродовж роботи урядової комісії 1846—1848 років. Після повернення па батьківщину він видав книгу «Путешествие по Єгипту и внутренним областям Нильской дельты» з докладними планами та картою. Перші природознавчі дослідження африканського континенту серед українців здійснив уродженець Слобожанщини, російський геолог-інженер і мандрівник Єгор Ковалевський, який впродовж 1847—1848 років займався пошуком золотоносних покладів в Судані, здійснив ряд мандрівок басейном Нілу (досяг верхів'я Тумат, притоки Голубого Нілу) й зробив припущення, що його витоки потрібно шукати набагато південніше, барвисто описав побут і звичаї місцевих племен (галла, барі, шиллуків), залишив докладні записки про тогочасне життя в Єгипті та Абіссинії. Свої подорожі Ковалевський описав у книзі «Путешествие во внутреннюю Африку». Ковалевський розглядав народи негроїдної раси як повноцінних представників людського суспільства: «…я захищаю людину, у якої хочуть відняти людську гідність […] Будова тіла і мозку у негра така ж, як і в білого», писав він. Разом з Ковалевським в складі його експедиції був видатний український натураліст Лев Ценковський, який вже через рік проводив самостійні подорожі і залишився в Африці після від'їзду Ковалевського. Ценковський досліджував Судан, Нубію, басейн Голубого Нілу, а також зробив подорож у Південний Кордофан. Він дав глибоку фізико-географічну характеристику відвіданих районів і зібрав цінний ботанічний та етнографічний матеріал.

Артем Рафалович
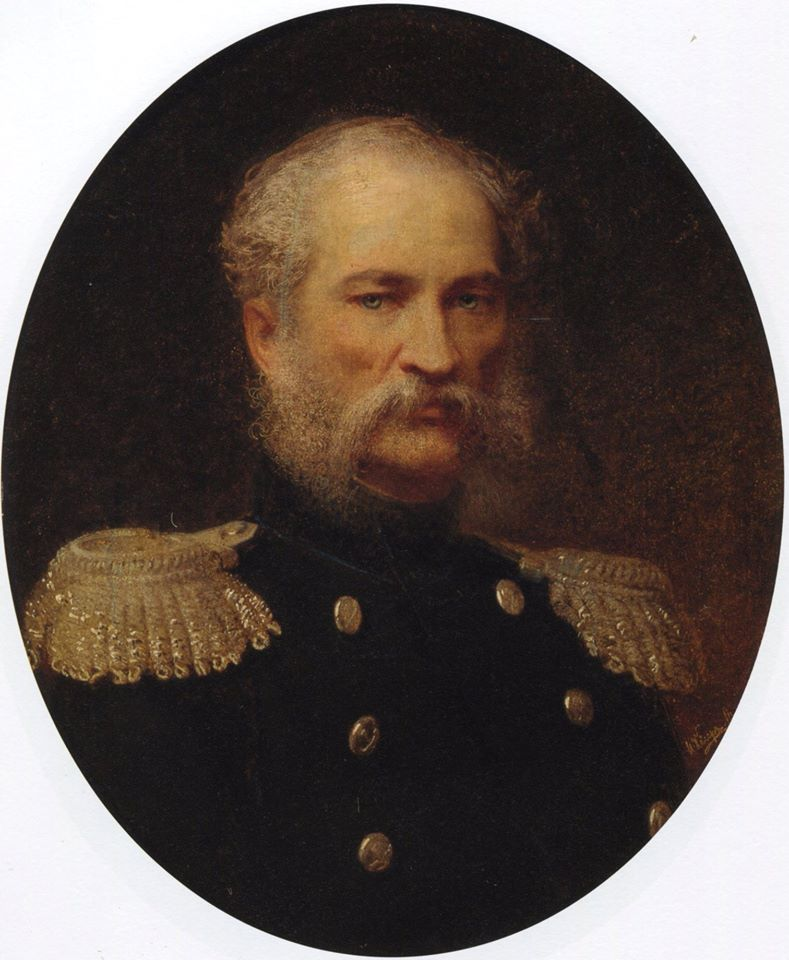
Єгор Ковалевський
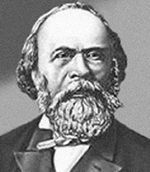
Лев Ценковський
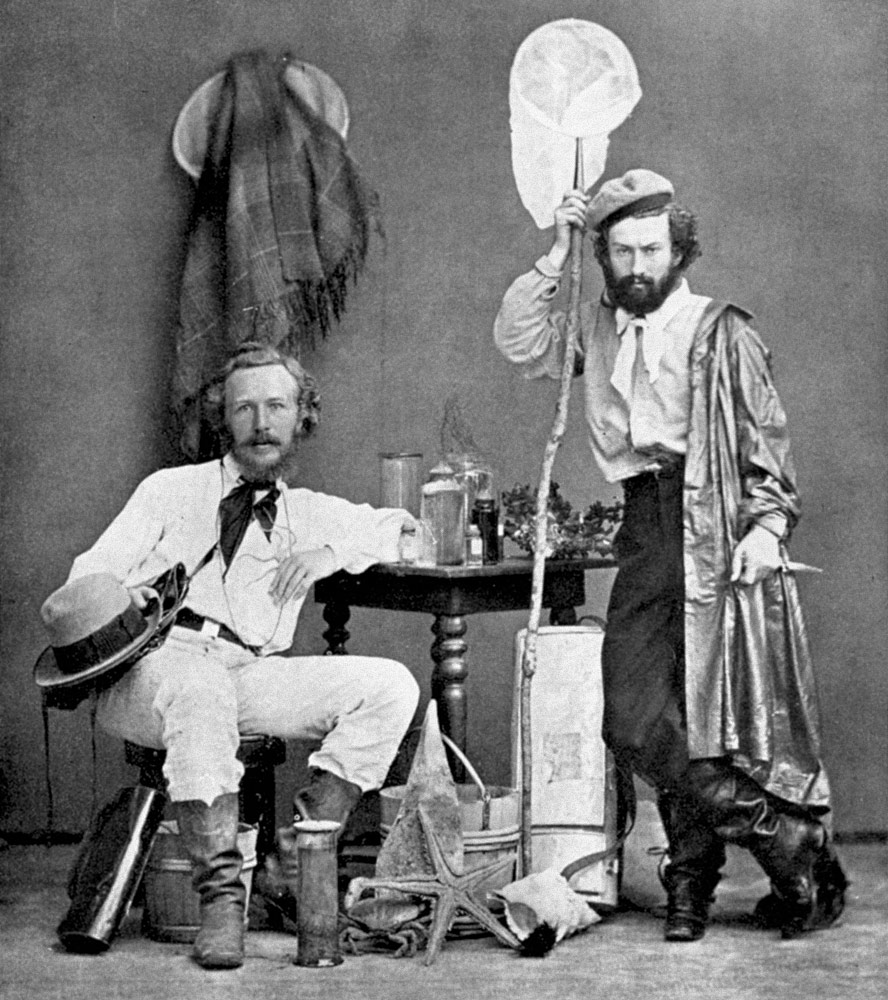
Микола Миклуха-Маклай разом із Ернстом Геккелем на Канарських островах
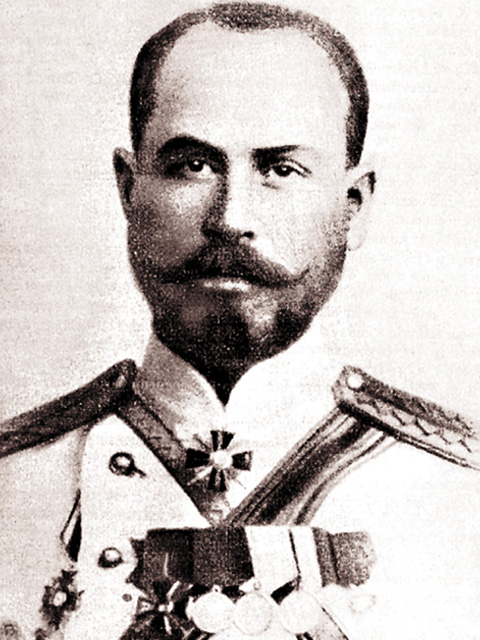
Олександр Булатович
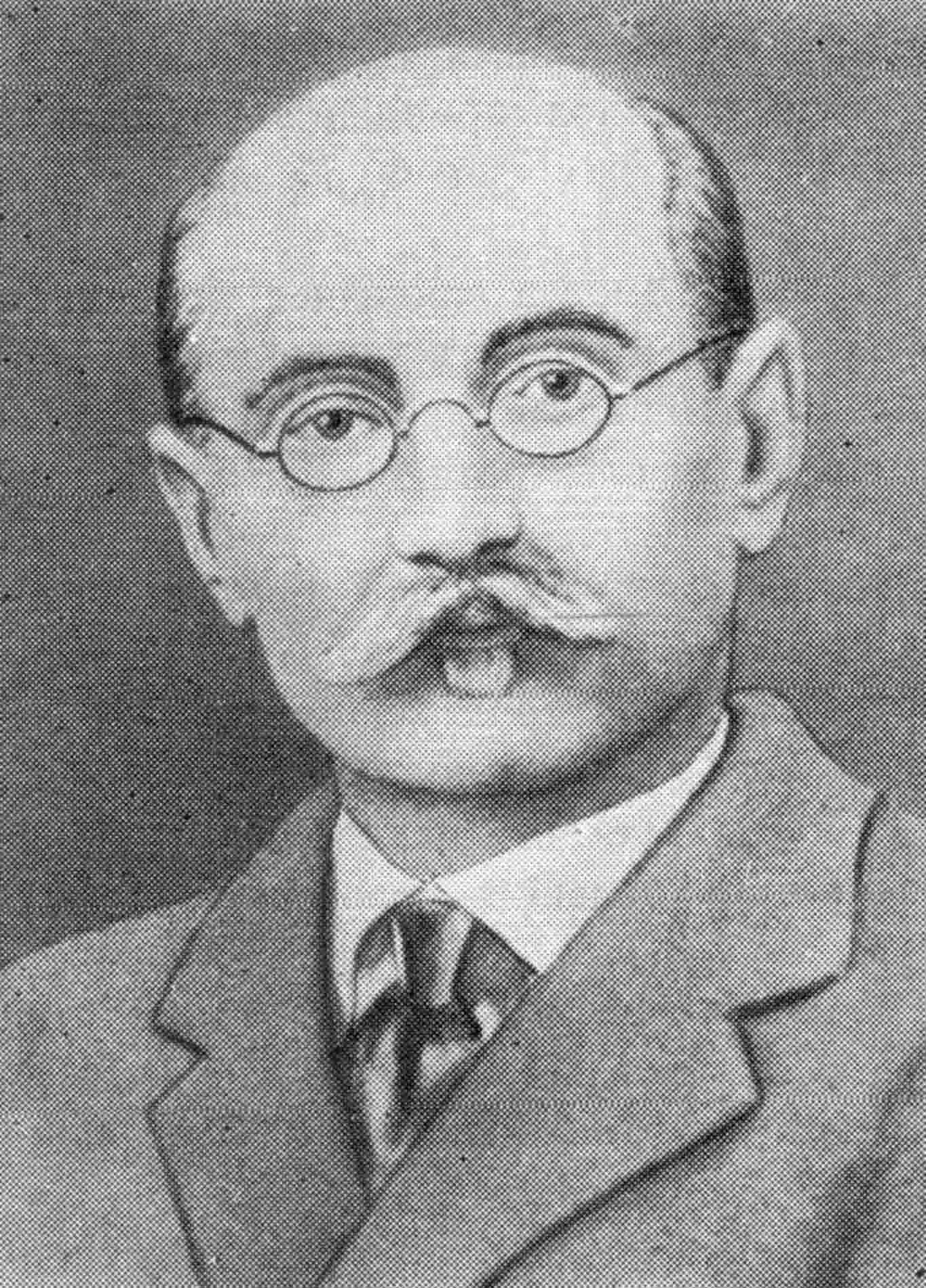
Володимир Липський

Свої наукові дослідження почав з Африки Микола Миклухо-Маклай, який 1866 року зробив подорож до Канарських островів як асистент німецького натураліста Ернста Геккеля, а на зворотному шляху відвідав Марокко. 1869 року він дослідив аравійське і африканське узбережжя Червоного моря. Український географ, етнограф і мандрівник Олександр Булатович впродовж подорожей 1897—1899 років у складі російського Червоного хреста першим з європейців дістався віддалених районів Ефіопського нагір'я, південного узбережжя озера Рудольф, перетнув гори Каффа, зібравши велику картографічну, геологічну та фотографічну колекції, зробив більше 80 астрономічних визначень географічних пунктів між Аддис-Абебою та Фазоглом у Східному Судані. Свої враження він виклав у творах «От Энтото до реки Баро», «Из Абиссини через страну Каффа на озеро Рудольфа», «С войсками Менелика II».
Український ботанік, пізніше президент академії наук, Володимир Липський (1863—1937) під час подорожі Північною Африкою 1900—1902 років описав дослідні ботанічні сади Алжира і Туніса та привіз ботанічну колекцію з Біскри. Зібраний ним флористичний матеріал був покладений в основу географічного порівняння північно-західної Сахари з пуселями Центральної Азії. Український зоогеограф-мандрівник Іван Пузанов після подорожі 1910 року червономорським узбережжям Судану та вододільною областю між Червоним морем і Нілом опублікував низку наукових статей в російському журналі «Землеведение», в яких докладно описав природу та міста Північно-Східної Африки, дав геоморфологічну та кліматичну характеристики причервономорської низовини та прибережних гір, докладно охарактеризував узбережні коралові рифи та їхній генезис, навів цінні відомості про зоологічні фації Червоного моря.

## Новітня доба

### Радянські дослідники
1927 року до внутрішніх районів Ефіопії вирушила експедиція Інституту рослинознавства Академії наук СРСР, очолювана академіком Миколою Вавіловим, для вивчення культурних рослин. Експедиція зібрала понад 6 тис. зразків культурних рослин, колекцію ґрунтів, вивчила місцеву техніку землеробства. У результаті вдалося встановити, що з 650 існуючих у світі видів пшениці 250 ростуть на Абіссінському нагір'ї, яке є важливим центром видоутворення пшениці та ячменю. Після Другої світової війни Ефіопію відвідував професор Леонід Воронін, який провів цікаві зоогеографічні та етнографічні дослідження. Проведення Міжнародних геологічних конгресів на континенті (1929 року — XV у Преторії, 1952 року — XIX в Алжирі) давало змогу провідним геологам з усього світу провести дослідження та ознайомитись на власні очі з природою континенту. Так радянський географ, майбутній засновник Інституту географії АН СРСР, Інокентій Герасимов під час конгресу в Алжирі провів спостереження над процесами ґрунтоутворення і вивітрювання в савані, намітив генетичні зв'язки між різними типами пустель (серири, реги, гамади). Під час VIII Міжнародного ботанічного конгресу 1954 року в Парижі й Ніцці його учасники мали змогу відвідати африканські колоніальні володіння Франції й ознайомитись на власні очі з різноманітними природними зонами контниненту. Ці подорожі лягли в основу праць директора Інституту фізіології рослин Андрія Курсанова, російського ботаніка Павла Баранова, українського ботаніка Євгена Лавренка, «Ботанічного атласу» геоботаніка Бориса Шишкіна.